# Theodor Kohn

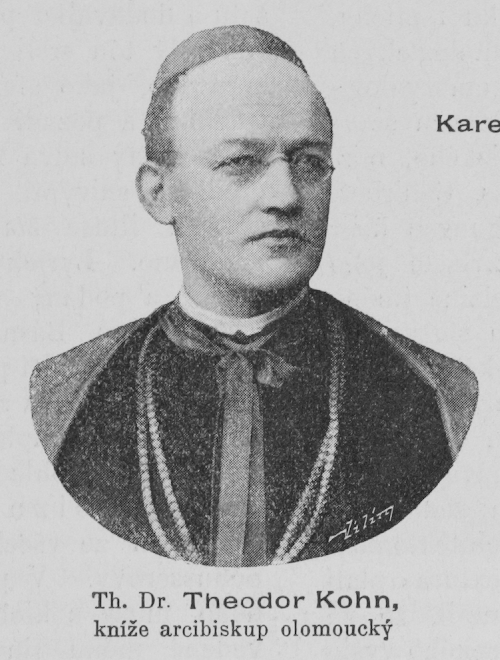
Erzbischof Theodor Kohn (1897)

Theodor Kohn (* 22. März 1845 in Březnice; † 3. Dezember 1915 auf Schloss Ehrenhausen) war Fürsterzbischof von Olmütz sowie Professor des Kirchenrechts.

## Leben

### Herkunft und Ausbildung
Theodor Kohns Großvater war vom Judentum zum Katholizismus konvertiert. Theodor Kohn absolvierte die Reifeprüfung am Gymnasium in Strážnice, studierte danach Theologie und wurde am 5. Juli 1871 zum Priester geweiht. 1875 promovierte er zum Doktor der Theologie.

### Sekretär und Professor
Seit 1874 wirkte er als Sekretär und zweiter Zeremoniar des Olmützer Fürsterzbischofs Friedrich Egon von Fürstenberg. In den nächsten Jahren übertrug ihm Fürstenberg, der zunehmend kränklich wurde, weitere Aufgaben. Daneben bekleidete Theodor Kohn das Amt eines außerordentlichen Professors an der Theologischen Fakultät der Universität Olmütz.

### Erzbischof von Olmütz

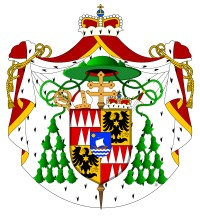
Wappen Theodor Kohns als Fürsterzbischof von Olmütz

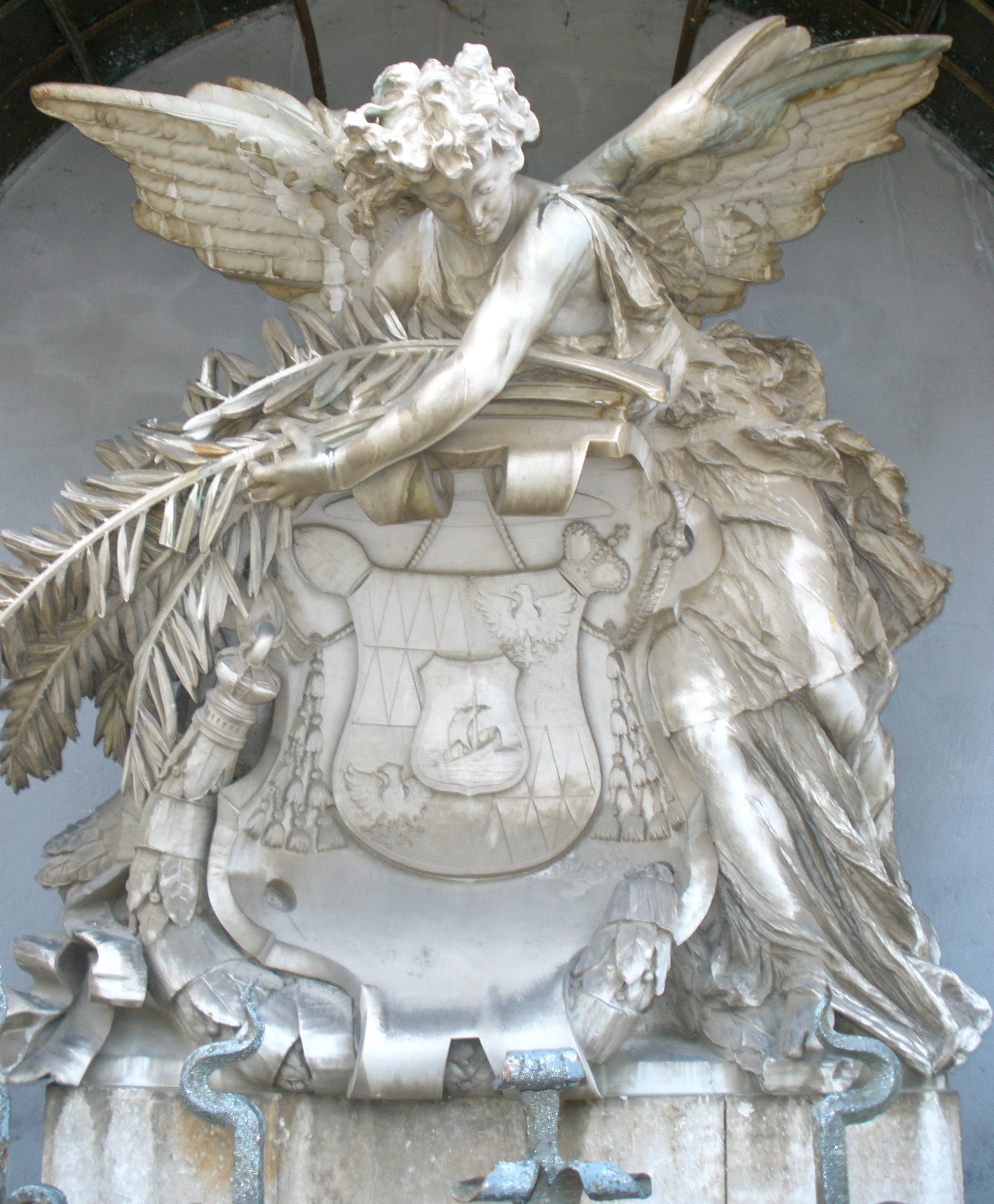
Wappen Theodor Kohns am Mausoleum Ehrenhausen, seiner Begräbnisstätte

Nach dem Tod des Fürsterzbischofs Fürstenberg wählte das Olmützer Domkapitel am 7. Dezember 1892 Theodor Kohn zu dessen Nachfolger. Papst Leo XIII. bestätigte die Wahl am 10. Januar 1893. Kohn war der erste Nichtadlige in diesem Amt und wurde wegen seiner Herkunft aus „kleinen Verhältnissen“ vom Volk lebhaft begrüßt.
Als Fürsterzbischof von Olmütz hatte er 1892 bis 1904 eine Virilstimme im Mährischen Landtag.
Während seiner Amtszeit als Erzbischof bemühte sich Kohn neben seelsorglichen Aufgaben – 1901 veranstaltete er einen deutschsprachigen Diözesan-Katholikentag in Olmütz und einen tschechischsprachigen in Kremsier – auch um eine gute wirtschaftliche Basis seines Bistums. Er erneuerte die Armenstiftungen in den Pfarreien und unterstützte weitere soziale Projekte. Er förderte die Künste und veranlasste u. a. die Restaurierung des erzbischöflichen Schlosses Kroměříž sowie des Kremsierer Blumengartens und beteiligte sich finanziell an der Gründung des Jan-Amos-Komenský-Museums in Uherský Brod. 
Dabei kam es auch zu Rechtsstreitigkeiten und Vermögensauseinandersetzungen, die Kohn wegen seines oft rigiden Vorgehens in die Kritik brachten. Die laizistische Presse protestierte gegen klerikalen Machtmissbrauch, in Teilen der katholischen Presse wurden antisemitische Töne laut („Judenabkömmling“) – ungeachtet antijudaistischer Äußerungen Kohns. Deutschsprachige Diözesanen warfen ihm „Tschechisierung“, tschechischsprachige „Germanisierung“ vor. Auch aus dem Olmützer Domkapitel und Diözesanklerus wurde öffentlich gegen ihn Stellung bezogen. Im Dezember 1903 empfahl ihm das Kardinalskollegium, auf sein Amt zu verzichten und die Diözese zu verlassen.

### Amtsverzicht und Lebensabend
Auf Bitten Pius’ X. verzichtete Theodor Kohn am 10. Juni 1904 auf sein Amt. Er erwarb das Schloss Ehrenhausen in der Steiermark, wo er den Rest seines Lebens verbrachte. Am 3. Dezember 1915 starb er an einer Nephritis sowie einer damit einhergehenden chronischen Atherosklerose mit Urämie. Die Einsegnung fand durch Leopold Schuster, damaliger Fürstbischof von Seckau, statt.
Nach seinem Tod wurde er im Mausoleum Ehrenhausen beigesetzt. Er stiftete sein ganzes Vermögen der Universität Brünn.